# 帕尔纳克
帕尔纳克（法語：Parnac，法語發音：[paʁnak]）是法国安德尔省的一个市镇，位于该省南部，属于勒布朗区。

## 地理
帕尔纳克（46°27'12"N, 1°26'32"E）面积46.75 平方千米，位于法国中央-卢瓦尔河谷大区安德尔省，该省份为法国中部省份，北起卢瓦-谢尔省，西北接安德尔-卢瓦尔省，西南接维埃纳省，南至克勒兹省和上维埃纳省，东临谢尔省。
与帕尔纳克接壤的市镇（或旧市镇、城区）包括：圣塞巴斯蒂安、巴宰日、拉沙特尔朗格兰、埃居宗-尚托姆、穆埃、鲁西讷、圣伯努瓦迪索、圣吉勒、维古。

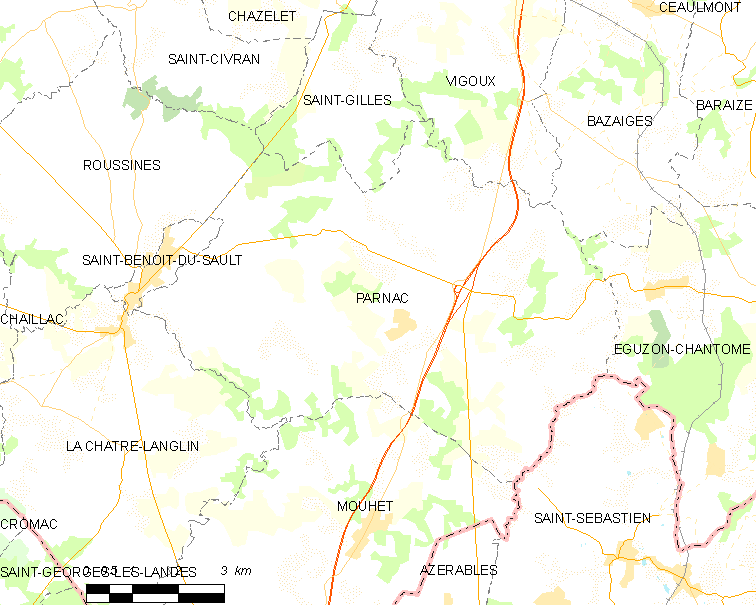
帕尔纳克的OSM定位图

帕尔纳克的时区为UTC+01:00、UTC+02:00（夏令时）。

## 行政
帕尔纳克的邮政编码为36170，INSEE市镇编码为36150。

## 政治
帕尔纳克所属的省级选区为圣戈捷县。

## 人口

1962-2008年间帕尔纳克人口变化图示

帕尔纳克于2022年1月1日时的人口数量为511人。